# Fabinho (ur. 1980)
Fábio Alves Félix (ur. 10 stycznia 1980) – brazylijski piłkarz występujący na pozycji pomocnika.

## Kariera klubowa
Od 2000 do 2013 roku występował w klubach Corinthians Paulista, Cerezo Osaka, Santos FC, Toulouse FC, Cruzeiro EC, Yokohama FC, EC Bahia i São Caetano.